# Травник (округ Комарно)
Травник (словац. Trávnik) — село в окрузі Комарно Нітранського краю Словаччини. Площа села 18,62 км². Станом на 31 грудня 2015 року в селі проживало 715 жителів.

## Історія
Перші згадки про село датуються 1216 роком.

## Географія
Протікають канали Голяре-Косіги; Чичов-Голяре і Чичовський канал.

## Населення
| Рік:            | 1994. | 2004.   | 2014.   | 2024.    |
| --------------- | ----- | ------- | ------- | -------- |
| Кількість осіб: | 749   | 676     | 725     | 642      |
| Різниця:        |       | -9,74 % | +7,24 % | -11,44 % |

| Рік:            | 2023. | 2024.   |
| --------------- | ----- | ------- |
| Кількість осіб: | 657   | 642     |
| Різниця:        |       | -2,28 % |